# Váralmás
Váralmás (1899-ig Nagy-Almás, románul Almașu) falu,  Váralmás község központja, Romániában Szilágy megyében.

## Fekvése
Bánffyhunyadtól 12 km-re északkeletre fekszik.

## Nevének említése
1239-ben Almás, 1291-ben Almásmunustra, 1335-ben Almás, 1370-ben castrum Almás, 1459-ben Almás Wára, 1434-ben Monostoros Almás, 1434-ben Desewfalva alio nomine: Almás, 1499-ben Naghalinás néven találhatjuk.
1839-ben, 1863-ban, 1890-ben Nagy-Almás, Almasu mare, 1920-ban Almașul mare.

## Lakossága
1910-ben 1779, többségben román lakosa volt, jelentős magyar 
kisebbséggel. 1992-ben társközségeivel együtt 3136 lakosából 1881 román, 1118 magyar és 129 cigány volt.

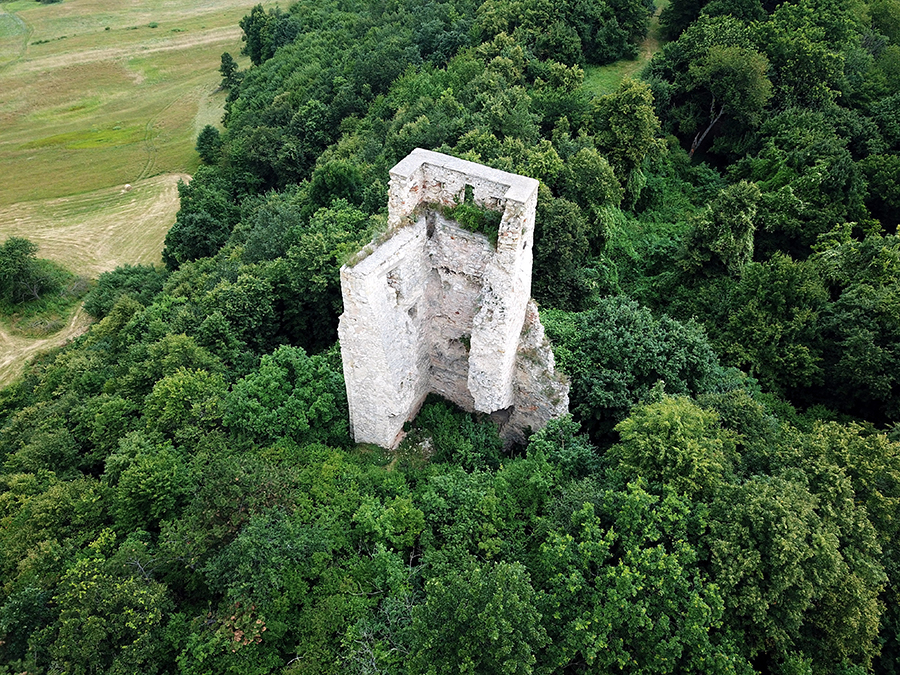
Váralmás, Dezsővár - légi fotó

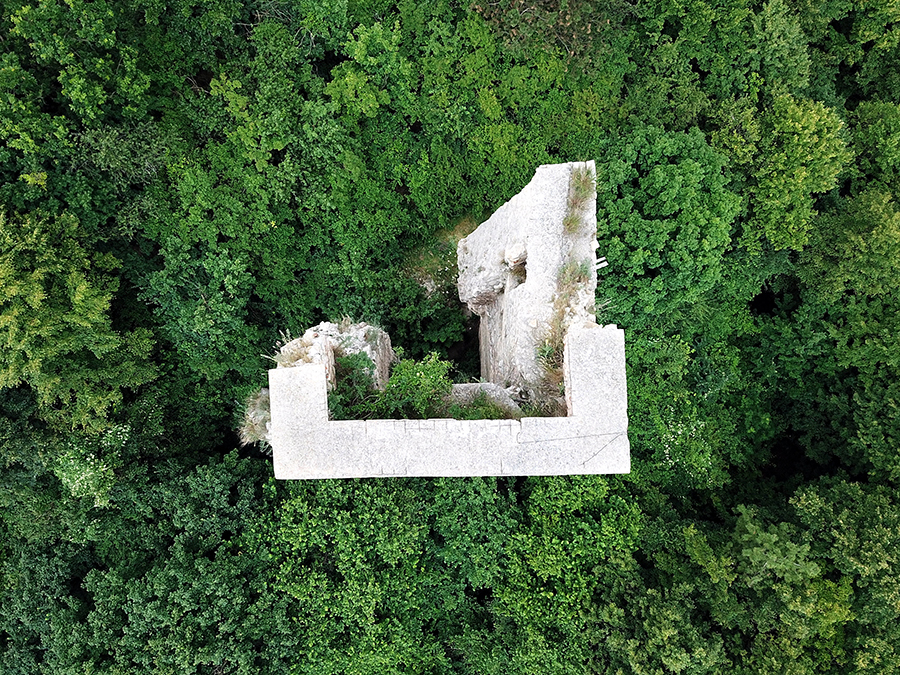
Váralmás, Dezsővár - légi felvétel

## Története
Még a tatárjárás (1241-1242) előtt itt bencés kolostor volt. A régi kolostor köveiből csupán egyetlen faragott kődarab maradt meg, amely valamikor ajtó- vagy ablakkeretként szolgáló román stílusú kőpárkány most sírkővé alakítva látható a váralmási református templomban.
1288-as oklevél tanusága szerint Váralmásnak a középkorban plébániatemploma is volt, melyet Szent Demeter tiszteletére szenteltek fel.
1335-ből plébánosa is ismeretes, Pál, aki a pápai tizedjegyzék szerint 15 garast fizetett. 
A várat, melyet egykor Dezsővárának is neveztek valószínűleg építtetőjéről Almásmelléki Györk fia Dezsőről, a 16. század elején János király, 1551-ben Castaldo császári tábornok ostromolta. 1602-ben Basta a magát megadó őrséget felkoncoltatta. 1658-ban a tatárok vették be, majd felgyújtották, azóta pusztul.
A 17. századi török-tatár hadjáratok idején az egész Almás-völgy elpusztul. Ekkor pusztulhatott el a plébániatemplom is, amelynek a reformáció után amúgy sem maradt híve, ugyanis a középkori katolikus lakosság a reformáció idején református lett, a templommal együtt.
A trianoni békeszerződésig Kolozs vármegye Hídalmási járásához tartozott. 1992-ben társközségeivel együtt 3136 lakosából 1881 román, 1118 magyar és 129 cigány volt.

## Látnivalók
- A falu feletti dombtetőn jól látható a Kalotaszegi várak egyikének, az egykori Almási várnak 20 m magas öregtornya.
- A faluban található az egykori Csáky-kastély nagyon elhanyagolt maradványa.
- Református temploma 18. századi, miután középkori plébániatemploma a 17. századi török-tatár hadjáratok idején elpusztul.

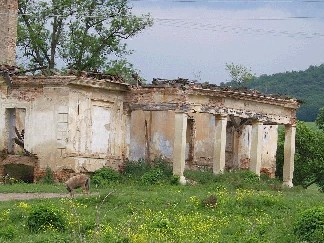
Az egykori Csáky kastély romjai

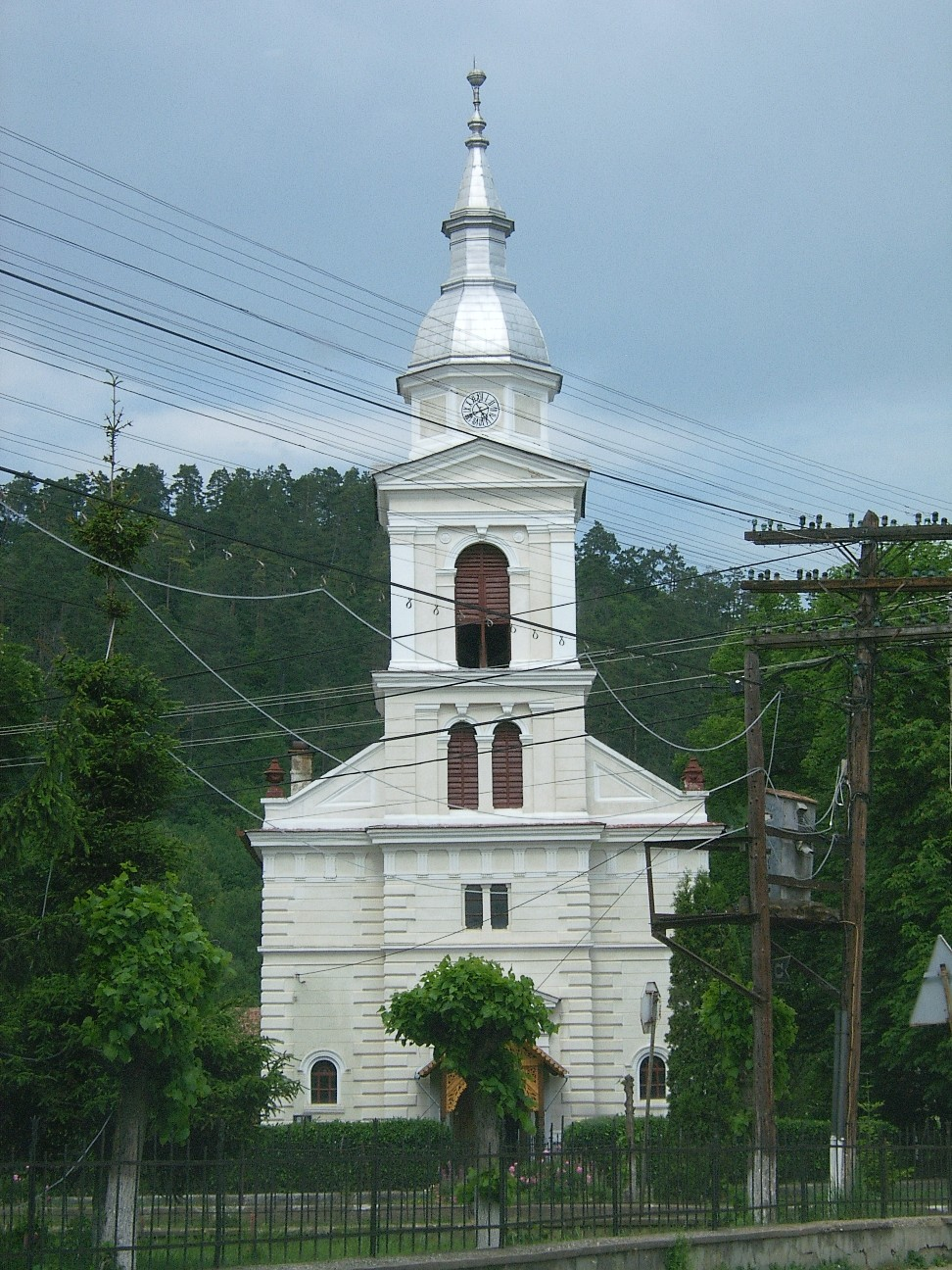
Váralmás temploma